# Cryptachaea azteca
Cryptachaea azteca là một loài nhện trong họ Theridiidae.
Loài này thuộc chi Cryptachaea. Cryptachaea azteca được Ralph Vary Chamberlin & Wilton Ivie miêu tả năm 1936.